# Эльстюкке
Эльстюкке — город в Дании и бывшая коммуна в коммуне Эгедаль в Ховедстаден. Город находится в северной части Зеландии, который находится на востоке Дании. Город занимает площадь 29 км², и его население составляет 15 358 человек 2005 г. Его последним мэром был Свенд Кьергард, член политической партии Venstre.
1 января 2007 года, Коммуна Эльстюкке была упразднена из-за реформы. Город был объединен с Стенлёсе и Ледёже-Смёрум в коммуну Эгедаль